# Ryttla

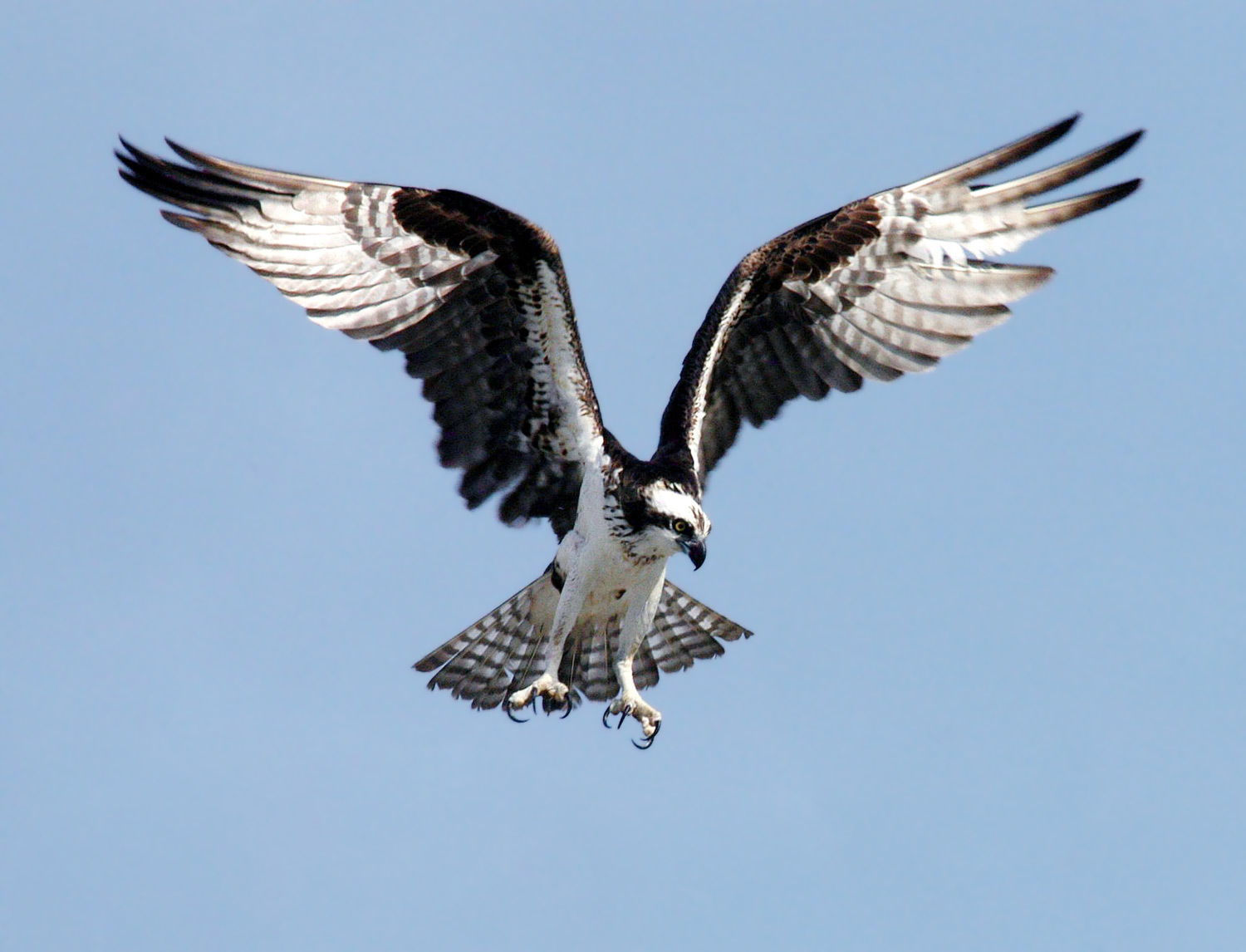
En fiskgjuse som ryttlar.

Ryttla är en flygförmåga hos vissa fåglar att "stå stilla" i luften genom att kraftfullt, men inte nödvändigtvis snabbt, flaxa upp och ned med vingarna samtidigt som de reser upp kroppen något. Detta resulterar i fågelns huvud befinner sig över ungefär samma punkt relativt marken över tid. Att ryttla är mycket energikrävande för fågeln och kräver även lyftkraft via vind. Tekniken nyttjas exempelvis av flera tärnor, kungsfiskare och rovfåglar vid födosök, oftast i öppna landskap eller över vatten. En teknik vid födosök är att fågeln ryttlar högt uppe i skyn, för att sedan sänka sig en bit, och till slut blixtsnabbt dyka och försöka fånga bytet. Andra arter ryttlar istället på lägre höjd och dyker direkt efter bytet. Vissa fåglar, som sånglärka, ryttlar under sin spelflykt och en del små tättingar som mesar och flugsnappare kan ibland ses ryttla under födosöket. Även kolibrier står still i luften när de suger nektar ur blommor men använder sig av en helt annan flygteknik som inte brukar betecknas som ryttling.